# Йостхамар (община)
Община Йостхамар (на шведски: Östhammars kommun) е разположена в лен Упсала, източна централна Швеция с обща площ 1503 km2 и население 21 352 души (към 31 декември 2013). Административен център на община Йостхамар е едноименния град Йостхамар.